# 茹莱卿
茹萊卿（1864年—1923年），北京人，祖籍江蘇無錫，京劇演員，工生行，后師從梅雨田學京劇胡琴藝術。
茹萊卿的武工很好，梅蘭芳的武工就是跟他學的，杨小楼、程继仙、姜妙香、馬連良都跟他學過武戲。
1919年，梅蘭芳與高慶奎等到日本巡迴公演，他做琴師，鼓師是何斌奎。